# Rugby op de Olympische Zomerspelen 2016 – vrouwen sevens
Het rugbytoernooi voor vrouwen tijdens de Olympische Zomerspelen 2016 in Rio de Janeiro vond plaats van 7 tot en met 9 augustus. Dit is het eerste olympische rugbytoernooi sinds de Spelen van Parijs in 1924 en bovendien het eerste ooit voor vrouwen. Er wordt voor het eerst in de sevens-variant gespeeld. Er doen twaalf landen mee.

## Opzet
De twaalf landen worden verdeeld in drie groepen van vier landen. In elke groep wordt een halve competitie afgewerkt. Vervolgens gaan de drie nummers één, de drie nummers twee en de beste twee nummers drie naar de kwartfinales. De winnaars van de kwartfinales gaan door naar de halve finales. De winnaars van de halve finales spelen de finale, de verliezers spelen om het brons. De verliezers van de kwartfinales spelen de halve finales om de vijfde plaats. De winnaars daarvan spelen tegen elkaar om de vijfde plaats, de verliezers spelen om de zevende plaats.
Ook de slechtste nummer drie en de nummers vier spelen tegen elkaar in een knock-outschema. De winnaars van de twee wedstrijden spelen om de negende plaats, de verliezers spelen om de elfde plaats.

## Groepsfase

### Groep A
| #  | Team             | GW | Win | Gel | Ver | Pnt | Voor | Tegen | Saldo |
| -- | ---------------- | -- | --- | --- | --- | --- | ---- | ----- | ----- |
| 1. | Australië        | 3  | 2   | 1   | 0   | 8   | 101  | 12    | 89    |
| 2. | Fiji             | 3  | 2   | 0   | 1   | 7   | 48   | 43    | 5     |
| 3. | Verenigde Staten | 3  | 1   | 1   | 1   | 6   | 72   | 24    | 48    |
| 4. | Colombia         | 3  | 0   | 0   | 3   | 3   | 0    | 137   | -137  |

#### Wedstrijden
Alle tijden zijn (BRT) (UTC−3)
| 6 augustus 2016 18:00 | Verenigde Staten            | 7-12 | Fiji                           | Estádio de Deodoro Scheidsrechter: Rasta Rasivenge Amy Perrett Sara Cox Aimee Barrett Nayara Santos |
| 6 augustus 2016 18:00 | Try: Kelter Con: Baravilala |      | Try: Tisolo Ravisa Con: Tisolo | Estádio de Deodoro Scheidsrechter: Rasta Rasivenge Amy Perrett Sara Cox Aimee Barrett Nayara Santos |

| 6 augustus 2016 18:30 | Australië                                                                           | 53-0 | Colombia | Estádio de Deodoro Scheidsrechter: Jessica Beard Sakurako Kawasaki Beatrice Benventuti James Bolabiu Mariana Wyse |
| 6 augustus 2016 18:30 | Try: Williams Caslick Tonegato Parry Caslick Beck Turner Beck Con: Dalton Etheridge |      |          | Estádio de Deodoro Scheidsrechter: Jessica Beard Sakurako Kawasaki Beatrice Benventuti James Bolabiu Mariana Wyse |

| 6 augustus 2016 23:00 | Verenigde Staten                                                                        | 48-0 | Colombia | Estádio de Deodoro Scheidsrechter: Beatrice Benvenuti James Bolabiu Aimee Barrett Rose Labreche Nayara Santos |
| 6 augustus 2016 23:00 | Try: Kelter Doyle Kelter Johnson Javelet Carlyle Johnson Faavesi Con: Kelter Baravilala |      |          | Estádio de Deodoro Scheidsrechter: Beatrice Benvenuti James Bolabiu Aimee Barrett Rose Labreche Nayara Santos |

| 6 augustus 2016 23:30 | Australië                                                            | 36-0 | Fiji | Estádio de Deodoro Scheidsrechter: Sara Cox Rasta Rasivhenge Alhambra Nievas Gabriel Lee Jessica Beard |
| 6 augustus 2016 23:30 | Try: Cherry Tonegato Caslick Ellia Green Tonegato Dalton Con: Dalton |      |      | Estádio de Deodoro Scheidsrechter: Sara Cox Rasta Rasivhenge Alhambra Nievas Gabriel Lee Jessica Beard |

| 10 augustus 2016 18:00 | Fiji                                                    | 36-0 | Colombia | Estádio de Deodoro Scheidsrechter: Rose Labreche Aimee Barrett Alexandra Pratt Mariana Wyse Nayara Santos |
| 10 augustus 2016 18:00 | Try: Daveua Tinai Roqica Riwai Nagasau Con: Riwai Tinai |      |          | Estádio de Deodoro Scheidsrechter: Rose Labreche Aimee Barrett Alexandra Pratt Mariana Wyse Nayara Santos |

| 10 augustus 2016 18:30 | Australië                 | 12-12 | Verenigde Staten             | Estádio de Deodoro Scheidsrechter: Alhambra Nievas Rasta Rasivhenge Sara Cox Gabriel Lee Sakurako Kawasaki |
| 10 augustus 2016 18:30 | Try: Tonegato Con: Dalton |       | Try: Javelet Con: Baravilala | Estádio de Deodoro Scheidsrechter: Alhambra Nievas Rasta Rasivhenge Sara Cox Gabriel Lee Sakurako Kawasaki |

### Groep B
| #  | Team          | GW | Win | Gel | Ver | Pnt | Voor | Tegen | Saldo |
| -- | ------------- | -- | --- | --- | --- | --- | ---- | ----- | ----- |
| 1. | Nieuw-Zeeland | 3  | 3   | 0   | 0   | 9   | 109  | 12    | 97    |
| 2. | Frankrijk     | 3  | 2   | 0   | 1   | 7   | 71   | 40    | 31    |
| 3. | Spanje        | 3  | 1   | 0   | 2   | 5   | 31   | 65    | −34   |
| 4. | Kenia         | 3  | 0   | 0   | 3   | 3   | 17   | 111   | -94   |

#### Wedstrijden
Alle tijden zijn (BRT) (UTC−3)
| 6 augustus 2016 18:00 | Frankrijk                                               | 24-7 | Spanje                  | Estádio de Deodoro Scheidsrechter: Amy Perrett Jessica Beard Gabriel Lee Beatrice Benventuti Rose Labreche |
| 6 augustus 2016 18:00 | Try: Grassineau Guerin Ladagnous Guiglion Con: Biscarat |      | Try: Garcia Con: Garcia | Estádio de Deodoro Scheidsrechter: Amy Perrett Jessica Beard Gabriel Lee Beatrice Benventuti Rose Labreche |

| 6 augustus 2016 18:30 | Nieuw-Zeeland                                                                                       | 52-0 | Kenia | Estádio de Deodoro Scheidsrechter: Sara Cox Aimee Barrett Alexandra Pratt Gabriel Lee Nayara Santos |
| 6 augustus 2016 18:30 | Try: Woodman McAlister Manuel Woodman Broughton Woodman Williams McAlister Con: Nathan-Wong Brazier |      |       | Estádio de Deodoro Scheidsrechter: Sara Cox Aimee Barrett Alexandra Pratt Gabriel Lee Nayara Santos |

| 6 augustus 2016 23:00 | Frankrijk                                                                 | 40-7 | Kenia                   | Estádio de Deodoro Scheidsrechter: Alhambra Nievas Rose Labreche Sara Cox Mariana Wyse Nayara Santos |
| 6 augustus 2016 23:00 | Try: Ladagnous Le Pesq Horta Guerin Ladagnous Amiel Con: Le Pesq Biscarat |      | Try: Masinde Con: Owino | Estádio de Deodoro Scheidsrechter: Alhambra Nievas Rose Labreche Sara Cox Mariana Wyse Nayara Santos |

| 6 augustus 2016 23:30 | Nieuw-Zeeland                                                             | 31-5 | Spanje            | Estádio de Deodoro Scheidsrechter: Gabriel Lee James Bolabiu Sakurako Kawasaki Alexandra Pratt Mariana Wyse |
| 6 augustus 2016 23:30 | Try: Woodman McAlister Nathan-Wong McAlister Fitzpatrick Con: Nathan-Wong |      | Try: Maria Casado | Estádio de Deodoro Scheidsrechter: Gabriel Lee James Bolabiu Sakurako Kawasaki Alexandra Pratt Mariana Wyse |

| 7 augustus 2016 18:00 | Spanje                     | 19-10 | Kenia            | Estádio de Deodoro Scheidsrechter: James Bolabiu Jessica Beard Sakurako Kawasaki Mariana Wyse Nayara Santos |
| 7 augustus 2016 18:00 | Try: Pla Bravo Con: Garcia |       | Try: Nziwa Okelo | Estádio de Deodoro Scheidsrechter: James Bolabiu Jessica Beard Sakurako Kawasaki Mariana Wyse Nayara Santos |

| 7 augustus 2016 18:30 | Nieuw-Zeeland                                          | 26-7 | Frankrijk                             | Estádio de Deodoro Scheidsrechter: Rasta Rasivhenge Alhambra Nievas Rose Labreche Amy Perrett Alexandra Pratt |
| 7 augustus 2016 18:30 | Try: Brazier Manuel Woodman McAlister Con: Nathan-Wong |      | Try: Grassineau Con: Pauline Biscarat | Estádio de Deodoro Scheidsrechter: Rasta Rasivhenge Alhambra Nievas Rose Labreche Amy Perrett Alexandra Pratt |

### Groep C
| #  | Team                | GW | Win | Gel | Ver | Pnt | Voor | Tegen | Saldo |
| -- | ------------------- | -- | --- | --- | --- | --- | ---- | ----- | ----- |
| 1. | Verenigd Koninkrijk | 3  | 3   | 0   | 0   | 9   | 91   | 3     | 88    |
| 2. | Canada              | 3  | 2   | 0   | 1   | 7   | 86   | 22    | 64    |
| 3. | Brazilië            | 3  | 1   | 0   | 2   | 5   | 51   | 77    | -26   |
| 4. | Japan               | 3  | 0   | 0   | 3   | 3   | 10   | 111   | -101  |

#### Wedstrijden
Alle tijden zijn (BRT) (UTC−3)
| 6 augustus 2016 17:00 | Verenigd Koninkrijk                        | 29-3 | Brazilië      | Estádio de Deodoro Scheidsrechter: Alhambra Nievas Rose Labreche Beatrice Benventuti Sakurako Kawasaki Amy Perrett |
| 6 augustus 2016 17:00 | Try: Watmore Hunt Joyce Scott Con: McClean |      | Pen: Kochhann | Estádio de Deodoro Scheidsrechter: Alhambra Nievas Rose Labreche Beatrice Benventuti Sakurako Kawasaki Amy Perrett |

| 6 augustus 2016 17:30 | Canada                                                                           | 45-0 | Japan | Estádio de Deodoro Scheidsrechter: James Bolabiu Gabriel Lee Aimee Barrett Alexandra Pratt Mariana Wyse |
| 6 augustus 2016 17:30 | Try: Landry Moleschi Farella Landry Farella Benn Watcham-Roy Con: Landry Russell |      |       | Estádio de Deodoro Scheidsrechter: James Bolabiu Gabriel Lee Aimee Barrett Alexandra Pratt Mariana Wyse |

| 6 augustus 2016 22:00 | Verenigd Koninkrijk                                                             | 40-0 | Japan | Estádio de Deodoro Scheidsrechter: Rasta Rasivenge Aimee Barrett Rose Labreche Alhambra Nievas Jessica Beard |
| 6 augustus 2016 22:00 | Try: Wilson Hardy Richardson Watmore McClean Scott Fisher Con: Richardson Scott |      |       | Estádio de Deodoro Scheidsrechter: Rasta Rasivenge Aimee Barrett Rose Labreche Alhambra Nievas Jessica Beard |

| 6 augustus 2016 22:30 | Canada                                                        | 38-0 | Brazilië | Estádio de Deodoro Scheidsrechter: Amy Perrett Jessica Beard Alexandra Pratt Sakurako Kawasaki James Bolabiu |
| 6 augustus 2016 22:30 | Try: Paquin Kish Molenschi Paquin Farella Con: Landry Russell |      |          | Estádio de Deodoro Scheidsrechter: Amy Perrett Jessica Beard Alexandra Pratt Sakurako Kawasaki James Bolabiu |

| 7 augustus 2016 17:00 | Brazilië                                                        | 26-10 | Japan                | Estádio de Deodoro Scheidsrechter: Gabriel Lee Beatrice Benvenuti Alexandra Pratt James Bolabiu Sara Cox |
| 7 augustus 2016 17:00 | Try: Ishibashi Muhlbauer Araujo Muhlbauer Con: Kochhann Balconi |       | Try: Kuwai Yamaguchi | Estádio de Deodoro Scheidsrechter: Gabriel Lee Beatrice Benvenuti Alexandra Pratt James Bolabiu Sara Cox |

| 7 augustus 2016 15:30 | Canada | 0-22                                                  | Verenigd Koninkrijk | Estádio de Deodoro Scheidsrechter: Jessica Beard Amy Perrett James Bolabiu Beatrice Benventuti |
| 7 augustus 2016 15:30 |        | Try: Richardson Wilson Hardy Scarratt Con: Richardson |                     | Estádio de Deodoro Scheidsrechter: Jessica Beard Amy Perrett James Bolabiu Beatrice Benventuti |

## Knock-outfase

### Voor de medailles
|  | Kwartfinale         | Kwartfinale   |                     |    | Halve finale | Halve finale |    |  | Finale | Finale |
|  |                     |               |                     |    |              |              |    |  |        |        |
|  |                     |               |                     |    |              |              |    |  |        |        |
|  |                     |               |                     |    |              |              |    |  |        |        |
|  | Australië           | 24            |                     |    |              |              |    |  |        |        |
|  | Australië           | 24            |                     |    |              |              |    |  |        |        |
|  | Spanje              | 0             |                     |    |              |              |    |  |        |        |
|  | Spanje              | 0             | Australië           | 17 |              |              |    |  |        |        |
|  |                     |               | Australië           | 17 |              |              |    |  |        |        |
|  |                     | Canada        | 5                   |    |              |              |    |  |        |        |
|  | Canada              | Canada        | 5                   | 15 |              |              |    |  |        |        |
|  | Canada              |               |                     | 15 |              |              |    |  |        |        |
|  | Frankrijk           | 5             |                     |    |              |              |    |  |        |        |
|  | Frankrijk           | 5             | Australië           | 24 |              |              |    |  |        |        |
|  |                     |               | Australië           | 24 |              |              |    |  |        |        |
|  |                     | Nieuw-Zeeland | 17                  |    |              |              |    |  |        |        |
|  | Verenigd Koninkrijk | Nieuw-Zeeland | 17                  | 26 |              |              |    |  |        |        |
|  | Verenigd Koninkrijk |               |                     | 26 |              |              |    |  |        |        |
|  | Fiji                | 7             |                     |    |              |              |    |  |        |        |
|  | Fiji                | 7             | Verenigd Koninkrijk | 7  | Derde plaats | Derde plaats |    |  |        |        |
|  |                     |               | Verenigd Koninkrijk | 7  | Derde plaats | Derde plaats |    |  |        |        |
|  |                     | Nieuw-Zeeland | 25                  |    |              |              |    |  |        |        |
|  | Nieuw-Zeeland       | Nieuw-Zeeland | 25                  | 5  |              |              |    |  |        |        |
|  | Nieuw-Zeeland       |               |                     |    |              | Canada       | 33 |  |        |        |
|  | Verenigde Staten    | 0             |                     |    |              | Canada       | 33 |  |        |        |
|  | Verenigde Staten    | 0             | Verenigd Koninkrijk | 10 |              |              |    |  |        |        |
|  |                     |               | Verenigd Koninkrijk | 10 |              |              |    |  |        |        |

#### Kwartfinale
| 7 augustus 2016 22:00 | Australië                               | 24-0    | Spanje | Estádio de Deodoro Scheidsrechter: Jessica Beard Gabriel Lee Beatrice Benvenuti Rose Labreche Sakurako Kawasaki |
| 7 augustus 2016 22:00 | Try: Tonegato Caslick Green Con: Dalton | verslag |        | Estádio de Deodoro Scheidsrechter: Jessica Beard Gabriel Lee Beatrice Benvenuti Rose Labreche Sakurako Kawasaki |

| 7 augustus 2016 22:30 | Canada                        | 15-5    | Frankrijk    | Estádio de Deodoro Scheidsrechter: Amy Perrett Sara Cox James Bolabiu Beatrice Benvenuti Alexandra Pratt |
| 7 augustus 2016 22:30 | Try: Molenschi Farella Landry | verslag | Try: Le Pesq | Estádio de Deodoro Scheidsrechter: Amy Perrett Sara Cox James Bolabiu Beatrice Benvenuti Alexandra Pratt |

| 7 augustus 2016 23:00 | Verenigd Koninkrijk                              | 26-7    | Fiji                     | Estádio de Deodoro Scheidsrechter: Alhambra Nievas Rose Labreche Aimee Barrett Jessica Beard Gabriel Lee |
| 7 augustus 2016 23:00 | Try: Brown Richardson Watmore Brown Con: McClean | verslag | Try: Naiquato Con: Tinai | Estádio de Deodoro Scheidsrechter: Alhambra Nievas Rose Labreche Aimee Barrett Jessica Beard Gabriel Lee |

| 7 augustus 2016 23:30 | Nieuw-Zeeland | 5-0     | Verenigde Staten | Estádio de Deodoro Scheidsrechter: Rasta Rasivhenge James Bolabiu Sara Cox Amy Perrett Alexandra Pratt |
| 7 augustus 2016 23:30 | Try: Woodman  | verslag |                  | Estádio de Deodoro Scheidsrechter: Rasta Rasivhenge James Bolabiu Sara Cox Amy Perrett Alexandra Pratt |

#### Halve finale
| 8 augustus 2016 19:30 | Australië                      | 17-5    | Canada        | Estádio de Deodoro Scheidsrechter: Rasta Rasivhenge James Bolabiu Jessica Beard Sakurako Kawasaki Alexandra Pratt |
| 8 augustus 2016 19:30 | Try: Cherry Dalton Con: Dalton | verslag | Try: Williams | Estádio de Deodoro Scheidsrechter: Rasta Rasivhenge James Bolabiu Jessica Beard Sakurako Kawasaki Alexandra Pratt |

| 8 augustus 2016 20:00 | Verenigd Koninkrijk          | 7-25    | Nieuw-Zeeland                                    | Estádio de Deodoro Scheidsrechter: Amy Perrett Alhambra Nievas James Bolabiu Sakurako Kawasaki Beatrice Benvenuti |
| 8 augustus 2016 20:00 | Try: Richardson Con: McClean | verslag | Try: Woodman Tui Woodman Manuel Con: Nathan-Wong | Estádio de Deodoro Scheidsrechter: Amy Perrett Alhambra Nievas James Bolabiu Sakurako Kawasaki Beatrice Benvenuti |

#### Troostfinale
| 8 augustus 2016 23:30 | Canada                                                | 33-10   | Verenigd Koninkrijk | Estádio de Deodoro Scheidsrechter: Amy Perrett Jessica Beard James Bolabiu Beatrice Benvenuti Aimee Barrett |
| 8 augustus 2016 23:30 | Try: Paquin Landry Farella Russell Landry Con: Landry | verslag | Try: Waterman Joyce | Estádio de Deodoro Scheidsrechter: Amy Perrett Jessica Beard James Bolabiu Beatrice Benvenuti Aimee Barrett |

#### Finale
| 9 augustus 2016 0:00 | Australië                                      | 24-7    | Nieuw-Zeeland                           | Estádio de Deodoro Scheidsrechter: Alhambra Nievas Rasta Rasivhenge James Bolabiu Sakurako Kawasaki Alexandra Pratt |
| 9 augustus 2016 0:00 | Try: Tonegato Pelite Green Caslick Con: Dalton | verslag | Try: McAlister Woodman Con: Nathan-Wong | Estádio de Deodoro Scheidsrechter: Alhambra Nievas Rasta Rasivhenge James Bolabiu Sakurako Kawasaki Alexandra Pratt |

### Verliezersronde
|  | Halve finale vijfde plaats | Halve finale vijfde plaats |    |        | Vijfde plaats  | Vijfde plaats |
|  |                            |                            |    |        |                |               |
|  |                            |                            |    |        |                |               |
|  | Spanje                     | 12                         |    |        |                |               |
|  | Frankrijk                  | 24                         |    |        |                |               |
|  |                            |                            |    |        |                |               |
|  |                            |                            |    |        |                |               |
|  |                            |                            |    |        | Frankrijk      | 5             |
|  |                            | Verenigde Staten           | 19 |        |                |               |
|  |                            |                            |    |        |                |               |
|  |                            |                            |    |        | Zevende plaats |               |
|  |                            |                            |    |        |                |               |
|  | Fiji                       | 7                          |    | Spanje | 21             |               |
|  | Verenigde Staten           | 12                         |    |        | Fiji           | 0             |

#### Halve finale om de vijfde plaats
| 8 augustus 2016 18:30 | Spanje                        | 12-24   | Frankrijk                                | Estádio de Deodoro Scheidsrechter: James Bolabiu Sara Cox Aimee Barrett Alexandra Pratt Nayara Santos |
| 8 augustus 2016 18:30 | Try: Ebina Garcia Con: Garcia | verslag | Try: Mayans Guerin Con: Le Pesq Biscarat | Estádio de Deodoro Scheidsrechter: James Bolabiu Sara Cox Aimee Barrett Alexandra Pratt Nayara Santos |

| 8 augustus 2016 19:00 | Fiji                 | 7-12    | Verenigde Staten                 | Estádio de Deodoro Scheidsrechter: Jessica Beard Gabriel Lee Rose Labreche Sara Cox Mariana Wyse |
| 8 augustus 2016 19:00 | Try: Tavo Con: Tinai | verslag | Try: Kelter Stephens Con: Kelter | Estádio de Deodoro Scheidsrechter: Jessica Beard Gabriel Lee Rose Labreche Sara Cox Mariana Wyse |

#### Om plaats zeven
| 8 augustus 2016 22:30 | Spanje                                   | 21-0    | Fiji | Estádio de Deodoro Scheidsrechter: Beatrice Benvenuti Rose Labreche Aimee Barrett Nayara Santos Mariana Wyse |
| 8 augustus 2016 22:30 | Try: Garcia Ebina Echebarria Con: Garcia | verslag |      | Estádio de Deodoro Scheidsrechter: Beatrice Benvenuti Rose Labreche Aimee Barrett Nayara Santos Mariana Wyse |

#### Om plaats vijf
| 8 augustus 2016 23:00 | Frankrijk       | 5-19    | Verenigde Staten                                 | Estádio de Deodoro Scheidsrechter: Sara Cox Gabriel Lee Jessica Beard Mariana Wyse Nayara Santos |
| 8 augustus 2016 23:00 | Try: Grassineau | verslag | Try: Kelter Javelet Faavesi Con: Kelter Stephens | Estádio de Deodoro Scheidsrechter: Sara Cox Gabriel Lee Jessica Beard Mariana Wyse Nayara Santos |

### Voor de negende plaats
|  | Halve finale negende plaats | Halve finale negende plaats |   |          | Negende plaats | Negende plaats |
|  |                             |                             |   |          |                |                |
|  |                             |                             |   |          |                |                |
|  | Brazilië                    | 24                          |   |          |                |                |
|  | Colombia                    | 0                           |   |          |                |                |
|  |                             |                             |   |          |                |                |
|  |                             |                             |   |          |                |                |
|  |                             |                             |   |          | Brazilië       | 33             |
|  |                             | Japan                       | 5 |          |                |                |
|  |                             |                             |   |          |                |                |
|  |                             |                             |   |          | Elfde plaats   |                |
|  |                             |                             |   |          |                |                |
|  | Kenia                       | 0                           |   | Colombia | 10             |                |
|  | Japan                       | 24                          |   |          | Kenia          | 24             |

#### Halve finale om de negende plaats
Alle tijden zijn (BRT) (UTC−3)
| 7 augustus 2016 21:00 | Brazilië                                   | 24-0    | Colombia | Estádio de Deodoro Scheidsrechter: Sakurako Kawasaki Gabriel Lee Beatrice Benvenuti |
| 7 augustus 2016 21:00 | Try: Ramalho Teles Muhlbauer Con: Kochhann | verslag |          | Estádio de Deodoro Scheidsrechter: Sakurako Kawasaki Gabriel Lee Beatrice Benvenuti |

| 7 augustus 2016 21:30 | Kenia | 0-24    | Japan                                                         | Estádio de Deodoro Scheidsrechter: Aimee Barret Rasta Rasivhenge Alexandra Pratt Mariana Wyse Nayara Santos |
| 7 augustus 2016 21:30 |       | verslag | Try: Yamaguchi Kuwai Yamanaka Kanematsu Con: Okuroda Yamanaka | Estádio de Deodoro Scheidsrechter: Aimee Barret Rasta Rasivhenge Alexandra Pratt Mariana Wyse Nayara Santos |

#### Om plaats elf
| 8 augustus 2016 17:30 | Colombia            | 10-22   | Kenia                                      | Estádio de Deodoro Scheidsrechter: Rose Labreche Rasta Rasivhenge Alexandra Pratt Mariana Wyse Nayara Santos |
| 8 augustus 2016 17:30 | Try: Medina Acevedo | verslag | Try: Okelo Otieno Okelo Masinde Con: Owino | Estádio de Deodoro Scheidsrechter: Rose Labreche Rasta Rasivhenge Alexandra Pratt Mariana Wyse Nayara Santos |

#### Om plaats negen
| 8 augustus 2016 18:00 | Brazilië                                                      | 33-5    | Japan        | Estádio de Deodoro Scheidsrechter: Alhambra Nievas Amy Perrett Beatrice Benvenuti Gabriel Lee Aimee Barrett |
| 8 augustus 2016 18:00 | Try: Muhlbauer Campos Ishibashi Scatrut Cerullo Con: Kochhann | verslag | Try: Okuroda | Estádio de Deodoro Scheidsrechter: Alhambra Nievas Amy Perrett Beatrice Benvenuti Gabriel Lee Aimee Barrett |

## Eindstand en medailles
| Plaats | Land             |
| ------ | ---------------- |
| Goud   | Australië        |
| Zilver | Nieuw-Zeeland    |
| Brons  | Canada           |
| 4      | Groot-Brittannië |
| 5      | Verenigde Staten |
| 6      | Frankrijk        |
| 7      | Spanje           |
| 8      | Fiji             |
| 9      | Brazilië         |
| 10     | Japan            |
| 11     | Kenia            |
| 12     | Colombia         |